# Julia Obertreis
Julia Obertreis (* 28. September 1969 in Solingen; † 11. Oktober 2023 in Berlin) war eine deutsche Historikerin und Hochschullehrerin.

## Leben
Nach dem Abitur 1988 in Ratingen studierte sie von 1988 bis 1996 an der FU Berlin und von 1993 bis 1994 an der Staatlichen Universität St. Petersburg Geschichte und Russistik. Nach der Promotion 2001 am Fachbereich Geschichts- und Kulturwissenschaften der Freien Universität Berlin bei Klaus Meyer war sie von 2002 bis 2004 wissenschaftliche Mitarbeiterin bei Bernd Bonwetsch in Bochum und von 2004 bis 2010 wissenschaftliche Assistentin bei Dietmar Neutatz am Lehrstuhl für Neuere und Osteuropäische Geschichte in Freiburg im Breisgau. Von 2010 bis 2012 war sie akademische Rätin am Lehrstuhl für Neuere und Osteuropäische Geschichte der Albert-Ludwigs-Universität Freiburg. Im Wintersemester 2010/11 hatte sie eine Vertretungsprofessur für Geschichte Osteuropas für Karl Schlögel an der Viadrina in Frankfurt (Oder) inne. Nach der Habilitation 2012 an der Philosophischen Fakultät der Universität Freiburg war sie ab Oktober desselben Jahres bis zu ihrem Tod Inhaberin des Lehrstuhls für Neuere und Neueste Geschichte mit dem Schwerpunkt der Geschichte Osteuropas an der Universität Erlangen-Nürnberg.
Im Oktober 2023 erlag sie einem Krebsleiden.

## Wirken
Ihre Forschungsschwerpunkte waren das Russische Reich und die Sowjetunion als Imperien und Vielvölkerreiche mit Fokus auf Zentralasien, Infrastruktur- und Umweltgeschichte mit Fokus auf Wasser-Infrastrukturen, Globalgeschichte und Osteuropäische Geschichte, Medien-, Kultur- und Gesellschaftsgeschichte der Volksrepublik Polen sowie Oral History als Methode und bezogen auf sozialistische Gesellschaften. In ihrer Dissertation, die mit dem Nachwuchs-Förderpreis der Deutschen Gesellschaft für Osteuropakunde ausgezeichnet wurde, kombinierte sie Alltags- und Sozialgeschichte mit Oral History und der räumlichen Perspektive des spatial turn, in ihrer Habilitationsschrift Kolonial-, Global- und Umweltgeschichte.
Ab 2013 leitete sie die Zweigstelle Erlangen/Nürnberg der Deutschen Gesellschaft für Osteuropakunde. Ab 2014 war Julia Obertreis Mitherausgeberin der Reihe „Kultur- und Sozialgeschichte Osteuropas / Cultural and Social History of Eastern Europa“, die sie mitbegründet hatte. Von 2015 bis 2021 war sie Vorsitzende des Verbandes der Osteuropahistorikerinnen und -historiker als erste Frau in diesem Amt. Ab 2016 war sie Mitglied des Editorial Board der Zeitschrift Slavic Review und ab 2018 Sprecherin der Fachgruppe Geschichte der Deutschen Gesellschaft für Osteuropakunde. Von 2021 bis 2023 war sie Mitglied des Ausschusses im Verband der Historiker und Historikerinnen Deutschlands (VHD). Außerdem war sie Mitglied in den wissenschaftlichen Beiräten des Deutschen Historischen Instituts Moskau, des Forschungsinformationsdienstes Ost-, Ostmittel- und Südosteuropa, der Forschungsstelle Osteuropa Bremen und des Gießener Zentrums Östliches Europa.

## Schriften (Auswahl)

### Monographien
- Tränen des Sozialismus. Wohnen in Leningrad zwischen Alltag und Utopie 1917–1937. Köln 2004, ISBN 3-412-12504-0.
- Imperial desert dreams. Cotton growing and irrigation in Central Asia, 1860–1991. Göttingen 2017, ISBN 3-8471-0786-0 (englisch).

### Herausgeberschaften
- mit Marie-Janine Calic und Dietmar Neutatz: The crisis of socialist modernity. The Soviet Union and Yugoslavia in the 1970s. Göttingen 2011, ISBN 3-525-31042-0 (englisch).
- Oral History – Basistexte. Stuttgart 2012, ISBN 3-515-09307-9.
- mit Martin Aust: Osteuropäische Geschichte und Globalgeschichte (Quellen und Studien zur Geschichte des östlichen Europa, Band 83). Stuttgart 2014, ISBN 3-515-10809-2.
- mit Kirsten Bönker und Sven Grampp: Television Beyond and Across the Iron Curtain. Newcastle upon Tyne 2016, ISBN 978-1-4438-9740-2.

### Aufsätze
- „Eine „ökologische Katastrophe“ in historischer Perspektive. Die Verlandung des Aralsees und die russländische und sowjetische Bewässerungs- und Baumwollanbaupolitik in Usbekistan und Turkmenistan seit der zweiten Hälfte des 19. Jahrhunderts“, in: Theoralf Klein / Reiner Prass / Susanne Rau / Lars Schladitz (Hrsg.): Umweltgeschichte in globaler Perspektive (2010), S. 1–26, PDF.
- „Von der Naturbeherrschung zum Ökozid? Aktuelle Fragen einer Umweltzeitgeschichte Ost- und Ostmitteleuropas“, in: Zeithistorische Forschungen/Studies in Contemporary History 9 (2012), S. 115–122, online.
- „Intersektionalität im Russischen Reich? Wechselwirkungen zwischen Kategorien sozialer Differenz im 19. Jahrhundert und der spatial turn“, in: Moritz Florin / Victoria Gutsche / Natalie Krentz (Hrsg.): Diversität historisch. Repräsentationen und Praktiken gesellschaftlicher Differenzierung im Wandel, Bielefeld 2018, S. 161–192.
- „Polyphonie auf den Trümmern des Sozialismus. Svetlana Aleksievičs Werk aus Sicht der Oral History“, in: Nackte Seelen. Svetlana Aleksievič und der „Rote Mensch“ = Osteuropa 68 (2018) 1–2, S. 117–134.